# 공민정
공민정(1986년 9월 30일 ~ )은 대한민국의 배우이다.

## 학력
- 건국대학교 영화과 학사

## 출연작

### 영화
- 《구경》 (2009년)
- 《날 놓아줘》 (2010년)
- 《마마》 (2011년) - 응급실 간호사 1 역
- 《누구나 제 명에 죽고싶다》 (2013년) - 희영 역
- 《아빠의 맛》 (2014년) - 황경언 역
- 《개: dog eat dog》 (2015년) - 여기자 역
- 《뷰티 인사이드》 (2015년) - 신경과 레지던트 역
- 《설지》 (2015년) - 방 작가 역
- 《섬. 사라진 사람들》 (2016년) - 면사무소직원 역
- 《병구》 (2015년) - 민지 역
- 《윤리거리규칙》 (2016년) - 최은진 선생님 역
- 《그 냄새는 소똥냄새였어》 (2016년)
- 《당신 자신과 당신의 것》 (2016년) - 소연(안대낀 여자) 역
- 《의자 위 여자》 (2017년) - 사회복지사 역
- 《밤의 해변에서 혼자》 (2017년) - 양마리 역
- 《사라진 밤》 (2018년) - 희연 역
- 《풀잎들》 (2018년) - 미나 역
- 《한낮의 피크닉》 (2019년) - 최영신 역
- 《집 이야기》 (2019년) - 경란 역
- 《82년생 김지영》 (2019년) - 김은영 역
- 《영화로운 나날》 (2019년) - 감독 역
- 《이장》 (2020년) -  금희 역
- 《두 개의 물과 한 개의 라이터》 (2020년)
- 《아이들은 즐겁다》 (2021년) - 선생님 역
- 《좀비크러쉬: 헤이리》 (2021년) - 공진선 역
- 《연애 빠진 로맨스》 (2021년) - 선빈 역
- 《싸나희 순정》 (2021년)
- 《라이브 하드》 (2021년) - 은정 역
- 《우스운게 딱! 좋아!》 (2022년) - 육민정 역
- 《파로호》 (2022년) - 현지 역
- 《스프린터》 (2023년) - 지현 역
- 《콘크리트 유토피아》 (2023년) - 효진 역 (우정출연)
- 《잘 봤다는 말 대신》 (2023년) - 공민정 역
- 《이어지는 땅》 (2024년) - 이원 역
- 《오랜만이다》 (2024년) - 민정 역
- 《다른 것으로 알려질 뿐이지》 (2025년) - 수진 역
- 《너와 나의 5분》 (2025년) - 경환의 어머니 역

### 드라마
- 《은중과 상연》 (2025년, Netflix)
- 《우리 영화》 (2025년, SBS) - 김민정 역 (특별출연)
- 《오늘도 지송합니다》 (2024년, KBS Joy) - 최하나 역
- 《비밀은 없어》 (2024년, JTBC) - (특별출연)
- 《내 남편과 결혼해줘》 (2024년, tvN) - 양주란 역
- 《내 남자는 큐피드》 (2023년, Amazon Prime) - 안도라 역
- 《정신병동에도 아침이 와요》 (2023년, Netflix) - 허지안 역
- 《천원짜리 변호사》 (2022년, SBS) - 나예진 역
- 《작은 아씨들》 (2022년, tvN) - 장마리 역
- 《갯마을 차차차》 (2021년, tvN) - 표미선 역
- 《제발 그 남자 만나지 마요》 (2020년, MBC every1) - 탁기현 역
- 《나 홀로 그대》 (2020년, Netflix) - 박정아 역
- 《야식남녀》 (2020년, JTBC)  - 유성은 역
- 《아는 와이프》 (2018년, tvN) - 최혜정 역
- 《드라마 스테이지 - 문집》 (2018년, tvN) - 어른소이 역
- 《사랑의 온도》 (2017년, SBS) - 수영 역
- 《황금빛 내 인생》 (2017년, KBS) - 송미헌 역
- 《내일부터 우리는》 (2017년, 네이버TV) - 찬선 역
- 《마을 - 아치아라의 비밀》 (2015년, SBS) - 미술학원 교사 역

### 공연
- 《5월엔 결혼할꺼야》 (2013년 3월 8일 ~ 2013년 7월 14일)
- 《옥탑방 고양이 - 부산》 (2012년 2월 10일 ~ 2012년 3월 11일)
- 《옥탑방 고양이 - 신도림》 (2011년 7월 8일 ~ 2012년 1월 29일)
- 《옥탑방 고양이 - 대학로》 (2010년 4월 6일 ~ 2013년 7월 14일)

### 예능
- 2022년 TVING 《전체관람가+ : 숏 버스터》
- 2023년 MBC 《황금어장 라디오스타》
- 2023년 MBC 《심야괴담회》
- 2024년 JTBC 《배우반상회》

## 수상
- 2020년 제24회 부천 국제 판타스틱 영화제 코리안 판타스틱 장편 배우상 심사위원 특별언급
- 2022년 SBS 연기대상 미니시리즈 코미디/로맨스 부문 여자 조연상
- 2024년 제11회 서울국제영화대상 드라마부문 최고 연기상